# Renault Ares
De Renault Ares of Irisbus Ares is een streekbus voor interstedelijk vervoer, geproduceerd door de Italiaanse busfabrikant Irisbus. De bus werd in oktober 1999 geïntroduceerd door Renault VI, maar werd door de fusie met Iveco kort daarna overgenomen door het toen net opgerichte Irisbus. Sommige bussen worden ook, onder licentie, gebouwd door Karosa uit Tsjechië. In 2005 werd de bus vervangen door de Irisbus Arway en de Irisbus Crossway.

## Kenmerken
Oorspronkelijk was de Ares een twee-assige bus, met een lengte van 11,990m, een breedte van 2,550m, een hoogte van 3,420m en een wielbasis van 5,120 m.
De motor werd aan de achterzijde geplaatst en de eerste Ares was voorzien van een 6-cilinder dieselmotor van 9,84 liter (Renault 20/06/1945 MIDR) met een vermogen van 302 pk bij 2100 tpm (340 pk optioneel). De bus had een versnellingsbak van zes versnellingen met een optie tot acht versnellingen. Enkele versies voor de streekdiensten voor de langere afstanden waren uitgerust met een automatische transmissie.
Na de overname van de afdeling filiaal bus-touringcar van Renault VI door Iveco, werd de Ares voorzien van een Iveco Cursor 8 liter motor en een versnellingsbak van Voith, de Voith 864,3.
Naast de standaard 12m versie waren er ook nog twee andere versies;
- 12,8m versie met 2 assen en een capaciteit tot 63 zitplaatsen
- 15m versie met 3 assen en een capaciteit tot 71 zitplaatsen

De 12,8m versie werd in 2004 geïntroduceerd, maar leverde echter, vanwege zijn te grote wielbasis, problemen op tijdens het rijden. De 15m versie werd ook datzelfde jaar voor het eerst uitgebracht. Deze versie kreeg een hoogte van 3,6m en werd de Ares 15N genoemd. De Ares 15N kon in tegenstelling tot de andere versies worden voorzien van een toilet en dankzij enkele camera's op de achterkant kon deze bus makkelijker manoeuvreren.

## Inzet
In Nederland komt deze bus niet voor. De bus komt wel voor in onder andere België, Frankrijk en Italië.

### België
In België rijdt sinds 2003 een aantal exemplaren bij de TEC. In 2003 werd de eerste exemplaar gekocht als versterking op een sneldienstlijn in Waals-Brabant. Dit was een voormalige demobus voor Luxemburg en werd tweedehands aangekocht. De bus kreeg parknummer 6670. In 2004 was TEC op zoek naar enkele nieuwe bussen voor een nieuwe sneldienstlijn tussen Namen en Bastenaken, die op 1 september 2004 van start ging. Hiervoor werden er 2 bussen aangeschaft, die de parknummers 4.320 en 4.321 kregen. In 2006 werd een derde bus aangeschaft. Dit was een tweedehandsbus die de Van Hool A600 nummer 4.701 moest vervangen. Deze bus kreeg parknummer 4.322 en doet net als de overige twee bussen van TEC dienst bij TEC Namen-Luxemburg.

### Inzetgebieden
| Land      | Bedrijf                    | Type           | Serie             | Aantal | Inzet                | Opmerking                                  |
| --------- | -------------------------- | -------------- | ----------------- | ------ | -------------------- | ------------------------------------------ |
| België    | Rapides des Ardennes       | Irisbus Ares   | 8593RK55-8594RK55 | 2      | Namen - Luxemburg    |                                            |
| België    | TEC                        | Irisbus Ares   | 4.320 - 4.322     | 3      | Namen - Luxemburg    | 4.322 is een ex-Vandivinit (Luxemburg) bus |
| België    | TEC                        | Irisbus Ares   | 6670              | 1      | Waals-Brabant        | Ex-demobus                                 |
| Frankrijk | C.E.A. Transports          | Renault Ares   | 5169, ??          | ??     | Lourdes              |                                            |
| Frankrijk | Cariane Adour              | Irisbus Ares   | 025007, ??        | ??     | Pyrénées-Atlantiques |                                            |
| Frankrijk | Citram Pyrenees            | Irisbus Ares   | 9002, ??          | ??     | Lons                 |                                            |
| Frankrijk | Colvert                    | Irisbus Ares   | 325               | ??     | Calais               |                                            |
| Frankrijk | Keolis Gascogne            | Renault Ares   | 110, ??           | ??     | Pyrénées-Atlantiques |                                            |
| Frankrijk | Keolis Pyrenees            | Irisbus Ares   | 127, 273          | ??     | Hautes-Pyrénées      |                                            |
| Frankrijk | RDTL                       | Irisbus Ares   | 0404              | ??     | Pyrénées-Atlantiques |                                            |
| Frankrijk | Réseau 67                  | Renault Ares   | 222, ??           | ??     | Straatsburg          |                                            |
| Frankrijk | TPR                        | Irisbus Ares   | 317, ??           | ??     | Pyrénées-Atlantiques |                                            |
| Frankrijk | Transdev ATCRB             | Irisbus Ares   | 10062             | ??     | Pyrénées-Atlantiques |                                            |
| Frankrijk | Transport Express Régional | Irisbus Ares   | ??                | ??     | Lorraine             |                                            |
| Luxemburg | Autocars Schneider         | Irisbus Ares   | AS5268            | 1      | Luxemburg            |                                            |
| Luxemburg | Autocars Schneider         | Irisbus Ares   | B1552             | 1      | Luxemburg            |                                            |
| Luxemburg | Autocars Schneider         | Irisbus Ares   | NW5055-NW5056     | 2      | Luxemburg            |                                            |
| Luxemburg | Autocars Schneider         | Irisbus Ares   | SK6852            | 1      | Luxemburg            |                                            |
| Luxemburg | Autocars Schneider         | Irisbus Ares M | SK6852            | 1      | Luxemburg            |                                            |
| Luxemburg | CFL                        | Renault Ares   | 11-17             | 7      | Luxemburg            |                                            |
| Luxemburg | Sales-Lentz                | Irisbus Ares   | B1473             | 1      | Luxemburg            | Ex-Bartholme                               |